# Ecaterina Oancia
Ecaterina Oancia (Sângeorgiu de Pădure, 25 marzo 1954 – Bucarest, 3 dicembre 2024) è stata una canottiera rumena.

## Palmarès

### Olimpiadi
- 3 medaglie:
  - 1 oro (Los Angeles 1984 nel quattro di coppia)
  - 1 argento (Seul 1988 nell'otto)
  - 1 bronzo (Seul 1988 nel quattro con)

### Mondiali
- 5 medaglie:
  - 3 ori (Copenaghen 1987 nell'otto; Copenaghen 1987 nel quattro con; Bled 1989 nell'otto)
  - 2 bronzi (Monaco di Baviera 1981 nel quattro di coppia; Hazewinkel 1985 nell'otto)